# 熊本市立桜井小学校
熊本市立桜井小学校（くまもとしりつ さくらいしょうがっこう）は、熊本県熊本市北区植木町滴水にある公立小学校。

## 沿革
- 1873年（明治6年） - 滴水小学校設置、鐙田小学校設置。
- 1887年（明治20年） - 滴水・鐙田小学校合併し、植木小学校設置。旧鐙田小学校本校を使用。
- 1889年（明治22年） - 再び滴水小学校、鐙田小学校に分離。
- 1899年（明治32年） - 滴水・鐙田小学校合併し、現在地に桜井尋常小学校設置。
- 1924年（大正13年） - 山本高等小学校の解散により高等小学校を併置新築。
- 1944年（昭和19年） - 植木・桜井国民学校合併し、植木町外1ヶ町村組合立桜井国民学校となる。
- 1947年（昭和22年） - 桜井村立桜井小学校と改称。
- 1955年（昭和30年） - 植木町立桜井小学校に改める。
- 2010年（平成22年） - 熊本市立桜井小学校に改める。

## 備考
- 「RKKワイド夕方いちばん」（熊本放送）の毎週金曜日のコーナー「元気が大好き!小学校対抗長なわとび選手権」に2010年1月29日放送で初出場。初出場でありながら853回を記録し、前週まで首位だった玉名市立大浜小学校の記録455回を抜いてトップとなり、初出場でチャンピオン大会出場を決めた。さらに年間チャンピオンを決めるチャンピオン大会では1079回を記録し、初出場で2009年度の年間チャンピオンとなった。